# Paracles marmorata
Paracles marmorata là một loài bướm đêm thuộc phân họ Arctiinae, họ Erebidae.